# لوک جویس
لوک جویس (انگلیسی: Luke Joyce؛ زادهٔ ۹ ژوئیهٔ ۱۹۸۷) بازیکن فوتبال اهل بریتانیا است.
از باشگاه‌هایی که در آن بازی کرده‌است می‌توان به باشگاه فوتبال نورتویچ ویکتوریا، باشگاه فوتبال ویگان اتلتیک، باشگاه فوتبال بارو، باشگاه فوتبال آکرینگتون استنلی، و باشگاه فوتبال کارلایل یونایتد اشاره کرد.